# Хом'як Катерина Петрівна (медик)
Хом'як Катерина Петрівна (15 червня 1953 року, с. Іванівці Кельменецький район Чернівецька область) — український лікар-кардіолог.

## Біографія
Народилася 15 червня 1953 року. Батько Петро Іванович Гуска працював у лісі, мати Лариса Тимофіївна — у дитячому садку м. Сокиряни Чернівецької області (Україна). У 1970 році закінчила Сокирянську середню школу № 1 із золотою медаллю. Вступила на фізико-математичний факультет Чернівецького державного університету. Але тяжка хвороба батька й нестримне бажання подолати людські недуги привели її до Чернівецького медичного інституту. Працювала лікарем швидкої допомоги в Пирятинській районній лікарні на Полтавщині, відтак — терапевтом у м. Бельци Республіки Молдова. На базі Державного медичного інституті в м. Кишиневі отримала фах «лікаря-кардіолога». Згодом переїхала на роботу у м. Вишгород, де 25 років працюєлікарем-кардіологом. Стажувалася у Франції у центральному кардіологічному шпиталі м. Санса.

## Відзнаки
- Член буковинського земляцтва у Києві.
- Номінант довідково-енциклопедичного видання «Серцем з Буковиною: Імена славних сучасників».